# Bell 47J Ranger
Le Bell 47J Ranger est un hélicoptère léger produit par Bell Helicopter, basé sur le Bell 47, et reconnu comme le premier hélicoptère à transporter un président américain.

## Conception et développement
Le modèle 47J est une version quatre places du Bell 47H (en), doté d'un pilote unique et d'une cabine à vue dégagée. Sa configuration permet d'accueillir typiquement 3 à 4 passagers.

## Historique opérationnel
En mars 1957, l'United States Air Force a acquis deux Bell 47J pour des missions présidentielles (H-13J). Le 13 juillet 1957, un de ces hélicoptères a transporté Dwight D. Eisenhower, établissant un précédent. Utilisés comme transports VIP jusqu'à leur retraite en 1967, deux autres hélicoptères ont également été présentés dans le film Paradise, Hawaiian Style avec Elvis Presley.

## Variantes
47J Ranger
Variante de production avec moteur Lycoming de 220 ch, 135 construits.
47J-1 Ranger
Variante militaire H-13J, deux construits.
47J-2 Ranger
Variante avec moteur de 240 ch, 104 construits.
UH-13J
Deux appareils pour le transport VIP présidentiel, reclassés en 1962.

## Opérateurs
États-Unis
- United States Army
- United States Air Force
- United States Navy

## Spécifications
Caractéristiques techniques du Bell 47J Ranger
Caractéristique : Données
Équipage : 1
Capacité : 4
Longueur : 12,70 m
Diamètre du rotor : 11,30 m
Hauteur : 3,73 m
Masse maximale au décollage : 2 300 kg
Moteur : 1 × moteur Lycoming VO-435-A1B, 220 ch (160 kW)
Vitesse maximale : 210 km/h
Autonomie : 660 km
Plafond de service : 3 600 m
Taux de montée : 4,57 m/s